# Ferroefremovita
La ferroefremovita és un mineral de la classe dels sulfats que pertany al grup de la langbeinita. Rep el nom per ser l'anàleg de ferro de l'efremovita.

## Característiques
La ferroefremovita és un sulfat de fórmula química (NH₄)₂Fe2+₂(SO₄)₃. Va ser aprovada com a espècie vàlida per l'Associació Mineralògica Internacional l'any 2019, sent publicada per primera vegada el 2021. Cristal·litza en el sistema isomètric. La seva duresa a l'escala de Mohs és 2. Químicament es troba relacionada amb la sabieïta i la pyracmonita.
L'exemplar que va servir per a determinar l'espècie, el que es coneix com a material tipus, es troba conservat a les col·leccions del Museu Mineralògic Fersmann, de l'Acadèmia de Ciències de Rússia, a Moscou (Rússia), amb el número de registre: 5368/1.

## Formació i jaciments
Va ser descoberta a la fumarola "Bocca Grande" de la Solfatara di Pozzuoli, a Nàpols (Campània, Itàlia), on es troba en forma de cristalls cúbics de fins a 0,1 mm de diàmetre associada a altres minerals com òpal, mascagnita, huizingita-(Al), godovikovita i adranosita-(Fe). Aquesta solfatara és l'únic indret de tot el planeta on ha estat descrita aquesta espècie mineral.